# Liogenys wagenknechti
Liogenys wagenknechti är en skalbaggsart som beskrevs av Gutierrez 1951. Liogenys wagenknechti ingår i släktet Liogenys och familjen Melolonthidae. Inga underarter finns listade i Catalogue of Life.